# Saint-Marcel-sur-Aude
Saint-Marcel-sur-Aude è un comune francese di 1 637 abitanti situato nel dipartimento dell'Aude nella regione dell'Occitania.

## Società

### Evoluzione demografica
Abitanti censiti